# Придністрянське
Придністря́нське (в минулому — Вольфанівка) — село в Україні, у Ямпільській міській громаді Могилів-Подільського району Вінницької області. Населення становить 598 осіб.

## Історія
7 (20) листопада 1917 року, відповідно до Третього Універсалу Української Центральної Ради, увійшло до складу Української Народної Республіки.
12 червня 2020 року, відповідно до Розпорядження Кабінету Міністрів України № 707-р «Про визначення адміністративних центрів та затвердження територій територіальних громад Вінницької області», увійшло до складу Ямпільської міської громади.
19 липня 2020 року, в результаті адміністративно-територіальної реформи та ліквідації Ямпільського району, село увійшло до складу новоутвореного Могилів-Подільського району.

## Географія
На південному сході від села річка Безіменна впадає у Марківку, ліву притоку Дністра.

## Населення
Згідно з переписом УРСР 1989 року чисельність наявного населення села становила 609 осіб, з яких 250 чоловіків та 359 жінок.
За переписом населення України 2001 року в селі мешкало 596 осіб.

### Мова
Розподіл населення за рідною мовою за даними перепису 2001 року:
| Мова       | Відсоток |
| ---------- | -------- |
| українська | 96,82 %  |
| російська  | 2,17 %   |
| молдовська | 0,50 %   |
| білоруська | 0,17 %   |
| гагаузька  | 0,17 %   |